# Chihayafuru: Musubi
Chihayafuru: Musubi (ちはやふる 結び Chihayafuru: Hồi kết) là phim điện ảnh Nhật Bản 2018 dành cho giới trẻ do Koizumi Norihiro đạo diễn và viết kịch bản. Với dàn diễn viên gồm Hirose Suzu, Shūhei Nomura, Mackenyu, Mayu Matsuoka, Mone Kamishiraishi, Yūma Yamoto, Yūki Morinaga, Hiroya Shimizu, Miyuki Matsuda và Jun Kunimura. Đây là phần thứ ba và cũng là phần cuối cùng trong bộ ba phim Chihayafuru chuyển thể từ loạt truyện manga Chihayafuru, do Yuki Suetsugu sáng tác. Phim được phát hành tại Nhật Bản bởi Toho vào ngày 17 tháng 3 năm 2018. Phần đầu mang tên Chihayafuru: Kami no Ku, công chiếu ở Nhật Bản vào ngày 19 tháng 3 năm 2016, phần 2 Chihayafuru: Shimo no Ku công chiếu vào ngày 29 tháng 4 năm 2016.

## Cốt truyện
Bối cảnh phim là thời điểm 2 năm sau sự kiện ở phần 2, Chihaya giờ đã là học sinh cuối cấp, cùng với bạn của cô ấy tham dự giải đấu vô địch quốc gia một lần nữa với đối thủ là Shinobu Wakamiya. Cùng thời điểm đó, Hideo Harada đã bị đánh bại bởi một cao thủ Karuta và những người bạn trung học phải cố gắng giành lại niềm kiêu hãnh cho người thầy của họ.

## Diễn viên
- Suzu Hirose trong vai Chihaya Ayase[1]
- Shūhei Nomura trong vai Taichi Mashima[2]
- Mackenyu Arata trong vai Arata Wataya
- Mone Kamishiraishi trong vai Kanade Ōe
- Yūma Yamoto trong vai Yūsei Nishida
- Yūki Morinaga trong vai Tsutomu Komano
- Hiroya Shimizu trong vai Akihito Sudō
- Mio Yūki trong vai Sumire Hanano
- Kaya Kiyohara trong vai Iori Wagatsuma
- Hayato Sano trong vai Akihiro Tsukuba
- Mayu Matsuoka trong vai Shinobu Wakamiya[3]
- Kento Kaku trong vai Hisashi Suo
- Miyuki Matsuda trong vai Taeko Miyauchi
- Jun Kunimura trong vai Harada Hideo